# Dedeckera
Dedeckera é um género botânico pertencente à família Polygonaceae.